# Katarzyna Kokocińska
Katarzyna Elżbieta Kokocińska (ur. 10 lutego 1973) – polska prawnik, radca prawny, doktor habilitowana nauk prawnych, specjalistka w zakresie prawa gospodarczego i prawa publicznego.

## Życiorys
Studia prawnicze ukończyła w 1996 na Wydziale Prawa i Administracji Uniwersytetu im. Adama Mickiewicza. W 2001 uzyskała na macierzystym wydziale stopień doktorski na podstawie pracy pt. „Swoboda zakładania przedsiębiorstw w świetle Układu Europejskiego ustanawiającego stowarzyszenie między Rzecząpospolitą Polską z jednej strony a Wspólnotami Europejskimi i ich państwami członkowskimi z drugiej strony” (promotorem była Teresa Rabska). Habilitowała się w 2015 na podstawie oceny dorobku naukowego i rozprawy „Prawny mechanizm prowadzenia polityki rozwoju w zdecentralizowanych strukturach władzy publicznej”. Od 2002 pracowała na stanowisku adiunkta, a od 2017 pracuje na stanowisku  profesora uczelni w  Zakładzie Publicznego Prawa Gospodarczego Wydziału Prawa i Administracji UAM. W latach 2016–2020 pełniła funkcję prodziekana ds. studenckich, a w okresie 2021-2024 funkcję prodziekana ds. rozwoju i współpracy z otoczeniem. 

## Publikacje
- Instrumenty i formy prawne działania administracji gospodarczej (współredaktorka wraz z B. Popowską), wyd. 2009, ISBN 978-83-232-2034-3
- Polityka regionalna w Polsce i w Unii Europejskiej, wyd. 2009, ISBN 978-83-232-2008-4
- Publiczne prawo gospodarcze w orzecznictwie (wraz z A. Trelą), ISBN 978-83-232-2238-5
- Prawny mechanizm prowadzenia polityki rozwoju w zdecentralizowanych strukturach władzy publicznej, wyd. 2014, ISBN 978-83-232-2722-9
- ponadto artykuły publikowane w czasopismach prawniczych, m.in. w „Ruchu Prawniczym, Ekonomicznym i Socjologicznym”[3]